# H. Tóth Imre
H. Tóth Imre (Karcag, 1932. május 21. – 2014. október 19.) magyar nyelvész, pedagógus, egyetemi tanár.

## Életpályája
Általános és középiskolai tanulmányait szülővárosában végezte. 1950–1954 között a Szegedi Tudományegyetem (SZTE) Bölcsészettudományi Karának (BTK) hallgatója volt orosz szakon. Tanárai voltak: dr. Baleczky Emil, Pataki Szilveszter és Sz. A. Martjánova. 1954–1955 között Karcagon középiskolai, 1955–1956 között általános iskolai tanár volt. 1956–1960 között gimnáziumban tanított. 1960–1961 között a Jászberényi Felsőfokú Tanárképző Intézet tanára volt. 1961-től az SZTE (1962-től a neve József Attila Tudományegyetem) Bölcsészettudományi Karának Szláv Intézetében dolgozott. 1986-tól a Bolgár Nyelvészeti Társaság tiszteletbeli tagja. 1986–2002 között egyetemi tanár, majd professor emeritus volt. 2001-től a Bolgár Tudományos Akadémia külföldi tagja. 2001-ben a Szófiai Ohridi Szent Kelemen Egyetem, 2004-ben pedig a Sumeni Preszlavszki Egyetem díszdoktora volt. A Szegedi Akadémiai Bizottság tagja, a nyelv- és irodalomtudományok szakbizottságának elnöke.
Kutatási területe az ószláv nyelv emlékei, Cirill és Metód élete, tevékenysége.

## Magánélete
1955-ben házasságot kötött Mile Ilonával. Két lányuk született; Ilona (1956) és Márta (1964).

## Művei
- Bihari József–Tóth Imre: Nagy orosz nyelvészek, 1–4.; Egri Tanárképző Főiskola, Eger, 1965-1972
- Bevezetés a szláv nyelvtudományba; Tankönyvkiadó, Bp., 1973
- Bihari József–Tóth Imre: Bevezetés a russzisztikába. Főiskolai tankönyv; Tankönyvkiadó, Bp., 1976
- Konstantin-Cirill és Metód élete és működése; Magvető, Bp., 1981 (Gyorsuló idő)
- Konstantin-Kiril i Metodij (1981)
- Bihari József–Tóth Imre: Bevezetés a russzisztikába; 2. jav. kiad.; Tankönyvkiadó, Bp., 1982
- Isszledovanyija po bolgarisztyike; JATE, Szeged, 1983 (Dissertationes Slavicae)
- Russzkaja redakcija drevnyebolgarszkovo jazika v lonce X-nacsale XII w (1985)
- H. Tóth Imre–Szögi Olga: Izmenyenyije norm russzkogo lityeraturnogo jazika; JATE, Szeged, 1987
- Szótár-index az óbolgár nyelv XI–XII. századi orosz másolatú emlékeihez / Szlovarʹ-ingyeksz russzkoj redakcii drevnyebolgarszkogo jazika konca XI-nacsala XII v.; szócikk összeáll. Horgosi Ödön, szerk. H. Tóth Imre; JATE, Szeged, 1989-
- Cirill-Konstantin és Metód élete, működése. Bevezetés a szláv kultúrtörténetbe; 2. átdolg. kiad.; JATE, Szeged, 1991 (bolgárul is)
- Bárczi Géza-centenárium; szerk. Békési Imre, H. Tóth Imre; MTA Szegedi Területi Bizottsága, Szeged, 1994 (A Magyar Tudományos Akadémia Szegedi Területi Bizottsága kiadványa)
- Az ortodoxia története Magyarországon a XVIII. századig; szerk. H. Tóth Imre; JATE, Szeged, 1995
- A honfoglalás korának írott forrásai; szerk. Kristó Gyula, Olajos Teréz, H. Tóth Imre, Zimonyi István; Szegedi Középkorász Műhely, Szeged, 1995 (Szegedi középkortörténeti könyvtár)
- Drevnyejsaja russzkaja csaszty Szavvinoj knyigi; JATEPress, Szeged, 1995
- A nyelvtudomány története a kezdetektől a XX. század elejéig. Csomópontok és átvezető szálak; 2. bőv. kiad.; Savaria University Press, Szombathely, 1996
- Szlavisztikai tanulmányok; szerk. H. Tóth Imre, Ferincz István; MTA Szegedi Területi Bizottsága, Szeged, 1998 (A Magyar Tudományos Akadémia Szegedi Területi Bizottsága kiadványa)
- Ukrán nyelvtörténeti szöveggyűjtemény; szerk. H. Tóth Imre, Kocsis Mihály; JATEPress, Szeged, 1998
- Rövid összehasonlító szláv nyelvtan I. (1999)
- Ötvenéves a szegedi szlavisztika; szerk. Bibok Károly, Ferincz István, H. Tóth Imre; JATE Szláv Intézete, Szeged, 1999
- Kjusztendilszkij palimpszeszt. Bolgarskij pamjatnyik konca XII veka; SZTE BTK Szláv Intézete, Szeged, 2001
- Cirill-Konstantin és Metód élete, működése (2003)
- Budapestszkoje evangelije. Szrednyebolgarszkij pamjatnyik XIII–XIV v.; szerk. Jordan Zaimov, H. Tóth Imre, Galázs L. Gábor; Szegedi Tudományegyetem BTK Szláv Intézete, Szeged, 2003
- A nyelvtudomány története a kezdetektől a XX. század elejéig. Csomópontok és átvezető szálak; 2. bőv. kiad.; JATEPress, Szeged, 2005
- A XI–XIV. századi óbolgár irodalom vázlata; JATEPress, Szeged, 2005 (Cikkek, tanulmányok a szláv nyelvek és irodalmak tanulmányozásához)
- H. Tóth Imre–Ferincz István: Az óorosz irodalom vázlata. XI–XVII. század; JATEPress, Szeged, 2006 (Cikkek, tanulmányok a szláv nyelvek és irodalmak tanulmányozásához)
- Segédkönyv a bolgár nyelv történetének tanulmányozásához. Középbolgár korszak; szerk. H. Tóth Imre et al.; Szegedi Tudományegyetem Bölcsészettudományi Kar Szláv Intézete, Szeged, 2008
- H. Tóth Imre–Balázs L. Gábor–Majoros Henrietta: Bolgár történeti nyelvtan. Hangtan, alaktan; JATEPress, Szeged, 2011
- Magyarország és a Balkán vallási és társadalmi kapcsolatai. Tanulmánykötet Ohridi Szent Naum halálának 1100. évfordulója emlékére; szerk. Doncsev Toso, Menyhárt Krisztina, H. Tóth Imre; Bolgár Kulturális Fórum, Bp., 2011

## Díjai, kitüntetései
- Széchenyi professzor ösztöndíj (1999-2002)
- Karcag díszpolgára (2003)
- A Szegedért Alapítvány díja (2006)